# Absoluter Film
Der abstrakte Film oder absolute Film ist eine experimentelle Filmbewegung der Avantgarde, die in den 1920er Jahren entstand. Er löste sich von den erzählerischen Strukturen des von Literatur und Fotografie geprägten Handlungsfilms und stellte eine rein visuelle Wirkung durch die rhythmisierende Strukturierung von Farbe und abstrakten Formen in den Vordergrund. Die Einflüsse kamen daher vor allem aus der Malerei und Musik. Die bekanntesten Vertreter des absoluten Films waren Oskar Fischinger, Viking Eggeling, Hans Richter und Walter Ruttmann. Die Beiträge des französischen Kinos zum abstrakten Film wurden unter dem Schlagwort Cinéma pur bekannt.

## Geschichte

### Anfänge und Höhepunkt in den 1920er Jahren
Der Reiz sich verändernder optischer Strukturen führte im 18. und 19. Jahrhundert zu beliebten Schaukunstgeräten wie dem Kaleidoskop und dem Farbenklavier. Um 1910 nahmen Arnaldo Gina und Bruno Corra Impulse aus der Kunst der Kubisten und Futuristen auf, in deren Werken Bewegung durch Farb- und Formorganisation dargestellt wurde. Hans L. Stoltenberg (Buntfilm, 1911) und Léopold Survage (Rythmes colorés, 1912 bis 1914) entwickelten die Idee der filmischen Abstraktion fort, bis Eggeling, Richter, Ruttmann und Fischinger Anfang der 1920er, mit Kandinsky als wichtigem Einfluss aus der Malerei, das Genre zu erster Blüte brachten, anfangs mit reinen Animationsfilmen. 
Henri Chomette bezeichnete den abstrakten Film als Cinéma Pur und forderte seine künstlerische Autonomie, die Loslösung von authentischer Wirklichkeitsabbildung und von allen dramaturgischen Mitteln ein. In seinen Filmen Jeux des reflets et de la vitesse (1923) und Cinq minutes de cinéma pur (1924) zeigte er dementsprechend nur den Rhythmus von Lichtreflexen sich drehender Kristalle. Ralph Steiner und László Moholy-Nagy arbeiteten auf ähnliche Weise mit der reinen visuellen Kraft von Licht. 

### Stagnation und Fortführung im New American Cinema
In den 1930er Jahren stagnierte die Entwicklung des abstrakten Films. Lediglich der englische Filmemacher Len Lye gab ihm neue Impulse, indem er durch Experimente mit unterschiedlichen Filmentwicklungs- und Kopierverfahren sowie direktes Bemalen und Zerkratzen des Filmstreifens auf die Materialität des Mediums verwies. Fischinger und Ruttmann nutzten ihre Techniken, um Werbefilme zu produzieren. Nachdem Fischinger 1936 in die USA emigriert war, arbeitete er dort an der „Verfilmung“ klassischer und populärer Musik. Er gilt als ein wesentlicher Impulsgeber des die figurativen Elemente reduzierenden New American Cinema, zu dem Harry Smith, John und James Whitney, Hy Hirsh, Jordan Belson und Pat O’Neill gezählt werden.

### Nachkriegszeit
Nach dem Zweiten Weltkrieg nahmen europäische Filmkünstler die unterbrochene Tradition des Abstraktfilms auf und legten ihr Augenmerk wieder selbstverweisend auf den Materialcharakter des Films. Filmemacher wie Peter Kubelka, Kurt Kren und Werner Nekes manipulierten das Material durch Belichtungsexperimente, Zerkratzen des Films, Ablösen der Schichten, mehrfaches Umkopieren oder Abfilmen des Drehmaterials. Kubelka drehte mit Arnulf Rainer (1958 bis 1960) einen Film, der nur aus sich abwechselnden schwarzen und weißen Feldern bestand; durch den Flackereffekt ein Vorläuferprodukt des Flackerfilms der 1960er Jahre mit seinen Wahrnehmungsexperimenten. Das Aufkommen der Videotechnik und der Bildbearbeitung durch den Computer führte zu neuen Bildexperimenten, doch als eigenständige, sich konsistent entwickelnde Filmbewegung fand der abstrakte Film in den 1980er Jahren sein Ende. 

## Motive und Darstellungsformen

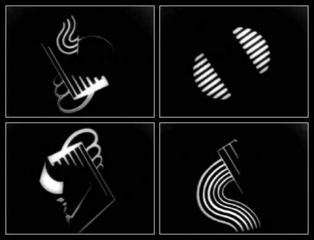
Szenenbilder der Diagonal-Symphonie

Der Wille, Elemente der Musik und der Malerei im Medium Film zu vereinen, zeigt sich in den Aussagen der Künstler, der absolute Film solle „Musik fürs Auge“ (Eggeling), „Malerei mit Zeit“ (Ruttmann) oder „optischer Rhythmus“ (Richter) sein. Während Eggeling in Diagonal-Symphonie (1923/1924) mit im Raum statischen, sich in sich verändernden Figurationen aus weißen Linien arbeitete, betonte Ruttmann in seinen Rhythmus-Filmen (1921 bis 1925) die Räumlichkeit des Filmbilds durch sich in die Tiefe bewegende geometrische Flächen und Figuren. Ruttmann gab seinen Objekten oft organisch wirkendes Aussehen und Bewegung, ließ sie etwa wie Wasserblasen wirken und nähert sich unter den abstrakten Filmemachern am ehesten an figürliche Darstellungen an. Richter wiederum ging den entgegengesetzten Weg und abstrahierte real Abgefilmtes, etwa Augäpfel und Gesichter. 
Ähnlich arbeitete Man Ray in Frankreich, der Objekte wie Nägel und Nadeln direkt auf dem Filmstreifen liegend belichtete. Er bezog somit das Trägermedium und damit den Entstehungsprozess rezipierbar in den Film ein. Auch Fernand Léger verfremdete Alltagsgegenstände wie etwa Küchengeräte durch Lichtsetzung und Bewegung bis zur Abstraktion. Die Filmemacher des New American Cinema nutzten die hochentwickelten Möglichkeiten des amerikanischen Animationsfilms und setzten technische Hilfsmittel wie Oszillographen ein. Die Abstrahierung verlagerte sich in den 1950er und 1960er Jahren zunehmend auf die Filmnachbearbeitung, auf Schnitt, Ton und Manipulation des gedrehten Materials. 
Seit den späten 1960er Jahren bezog sich der experimentell-abstrahierende Aspekt auch auf die Projektion der Filme. In Hans Scheugls ZZZ Hamburg spezial aus dem Jahr 1968 wurde etwa statt eines Films ein Bindfaden auf die Leinwand projiziert. Filmvorführungen fanden in der Idee des Expanded Cinema ohne Leinwand auf dreidimensionalen Objekten statt oder wurden von Performances begleitet. Der Bildcharakter des abstrakten Films wurde seit den 1980er Jahren in vielen Videoclips genutzt, namentlich in den Fraktalen und Mandalas vieler Techno-Videos.